# Gerhard Zimmer (Journalist)

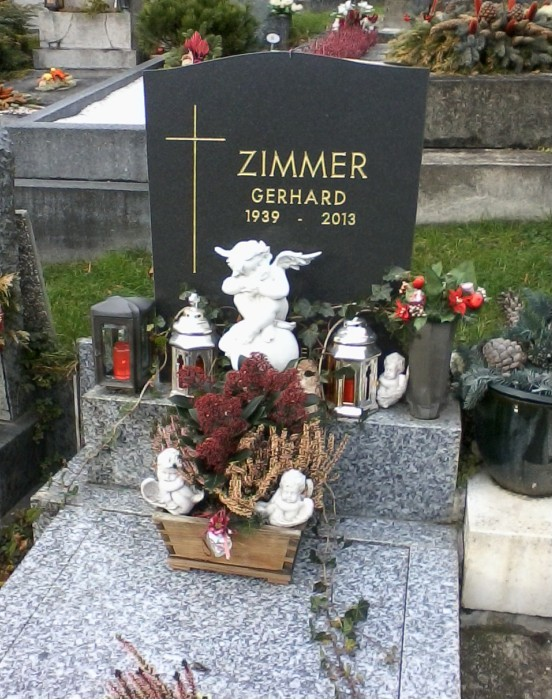
Grabstätte von Gerhard Zimmer

Gerhard „Gerd“ Zimmer (* 16. Februar 1939; † 21. Februar 2013) war ein österreichischer Journalist.

## Leben
Gerhard Zimmer war langjähriger Sportjournalist der Tageszeitung Die Presse und des ORF, Experte im Tennis, im Alpin-Ski und im Fußball. Unter anderem war er Pressechef der Alpinen Skiweltmeisterschaft 2001 in St. Anton und zuletzt des Tennisturnieres in der Wiener Stadthalle. Er war Präsentator und Kommentator von Sportsendungen und Live-Übertragungen. Bis zu seiner Pensionierung 1999 war er stellvertretender ORF-TV-Sportchef.
Zimmer starb am 21. Februar 2013 im Alter von 74 Jahren und wurde auf dem Friedhof Reichenau an der Rax beerdigt.

## Auszeichnungen
- 2004: Silbernes Ehrenzeichen für Verdienste um die Republik Österreich[2]